# Řád národa (Antigua a Barbuda)
Řád národa (anglicky Order of the Nation) celým názvem Nejvýznamnější řád národa (anglicky Most Distinguished Order of the Nation) je státní vyznamenání Antiguy a Barbudy založené roku 1987. Udílen je občanům státu i cizím státním příslušníkům.

## Historie
Poprvé byl Řád národa zřízen Parlamentem Antiguy a Barbudy Zákonem o státních oceněních 1987 ze dne 27. února 1987. Původně měl řád pouze jednu třídu a byl nejvyšším státním vyznamenáním Antiguy a Barbudy. Udílen byl za hrdinskou službu státu. Tento zákon byl zrušen a řád byl obnoven Parlamentem Antiguy a Barbudy Zákonem o národních vyznamenáních 1998, jež byl podepsán generálním guvernérem Antiguy a Barbudy dne 31. prosince 1998. Tento zákon byl pozměněn v letech 2000, 2001 a 2015. Osoby, které obdržely původní vyznamenání, se po jeho obnovení staly rytíři či dámami velkokříže. Řád byl nadále udílen za vynikající službu pro Antiguu a Barbudu. Z moci úřední je velmistrem řádu úřadující generální guvernér Antiguy a Barbudy. Řádnými členy se mohou stát výhradně občané Antiguy a Barbudy. Cizinci mohou získat pouze čestné členství. Držitelé řádu mají právo užívat titul Sir či Dame a manželky rytířů společníků smí užívat titul Lady. Pro manžely dam neexistuje speciální titul. Právo užívat tyto tituly mimo území Antiguy a Barbudy závisí na jurisdikci příslušných států.

## Jmenování
Jmenování do řádu provádí velmistr na doporučení předsedy vlády Antiguy a Barbudy a Výboru pro vyznamenání, který byl zřízen zákonem z roku 1998. Tento výbor se skládá z osoby jmenované generálním guvernérem, dvěma členy senátu Antiguy a Barbudy a čtyřmi členy Sněmovny reprezentantů Antiguy a Barbudy. Z členů výboru je velmistrem jmenován jeho předseda.
Do řádu mohou být lidé jmenováni i posmrtně, ale takový příjemce není uveden na aktuálním seznamu členů řádu. Nová přijímání do řádu jsou vyhlašována při příležitosti Dne nezávislosti Antiguy a Barbudy, který připadá na 1. listopadu. Slavnostní ceremoniál přijímání nových členů se koná v oficiální rezidenci generálního guvernéra, v Government House v Saint John's.

## Třídy
Řád je udílen v šesti třídách:
- rytíř/dáma velkého řetězu (Knight/Dame Grand Collar, KGN/DGN)
- rytíř/dáma velkokříže (Knight/Dame Grand Cross, KGCN/DGCN)
- rytíř komandér/dáma komandérka (Knight/Dame Commander, KCN/DCN)
- komandér (Commander, CN)
- důstojník (Officer, ON)
- člen (Member, MN)

## Insignie
Řádový odznak má tvar šesticípého maltézského kříže s modře smaltovanými cípy s širokým bíle smaltovaným lemováním. Uprostřed je kulatý medailon, kolem kterého je červeně smaltovaný kruh s nápisem ORDER OF THE NATION • ANTIGUA & BARBUDA. Kříž je položen na zeleně smaltovaném věnci. Ke stuze je odznak připojen pomocí královské koruny.
Řádová hvězda je osmicípá a uprostřed ní je položen řádový odznak.
Stuha je červená se třemi stejně širokými pruhy v barvě modré, černé a modré lemujícími oba okraje.